# Zalin
Zalin är ett samhälle i Bosnien och Hercegovina.   Det ligger i entiteten Federationen Bosnien och Hercegovina, i den nordvästra delen av landet, 200 km nordväst om huvudstaden Sarajevo. Zalin ligger 322 meter över havet och antalet invånare är 142.
Terrängen runt Zalin är kuperad söderut, men norrut är den platt. Närmaste större samhälle är Bosanska Krupa, 7,5 km nordväst om Zalin. 
I omgivningarna runt Zalin växer i huvudsak lövfällande lövskog. Runt Zalin är det ganska tätbefolkat, med 93 invånare per kvadratkilometer.